# اینشم
اینشم (به انگلیسی: Eynsham) یک روستا و محله مدنی در بریتانیا است که در آکسفوردشر غربی واقع شده‌است. اینشم ۴٬۶۴۸ نفر جمعیت دارد.